# Isola de la Gonâve
L'isola de la Gonâve (un tempo chiamata isola de la Gonaïve, in creolo haitiano Lagonav, in spagnolo isla de la Guanaba) è un'isola dei Caraibi, appartenente alla repubblica di Haiti. È localizzata nel Golfo de la Gonâve.

## Geografia antropica

### Suddivisioni amministrative
L'isola costituisce un arrondissement del dipartimento dell'Ouest: l'Arrondissement di La Gonâve che è a sua volta diviso in 2 comuni: 
- Anse-à-Galets
- Pointe-à-Raquette